# スターライト・エクスプレス (エルガー)

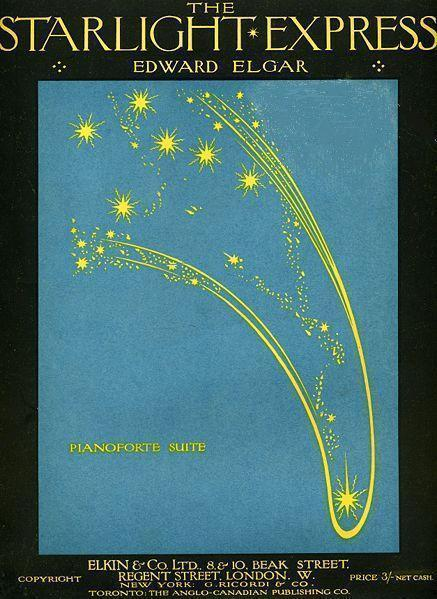
『スターライト・エクスプレス』楽譜の表紙。1916年。

『スターライト・エクスプレス』（The Starlight Express）作品78は、アルジャーノン・ブラックウッドの空想小説『妖精郷の囚われ人』に基づきヴァイオレット・パーンが製作した児童演劇。エドワード・エルガーが1915年に歌と付随音楽を作曲した。『星明りの急使』という日本語訳題も用いられる。

## 概要
1915年11月9日、エルガーはデイリー・テレグラフ紙の音楽評論家ロビン・レッジェから、同年のクリスマスにキングズウェイ・シアターで上演される児童の空想劇のための音楽を書かないかと誘われた。この演劇はアルジャーノン・ブラックウッドの『妖精郷の囚われ人』を基とした『スターライト・エクスプレス』であり、ブラックウッドとヴァイオレット・パーンの制作であった。バリトン歌手で作曲家のクライヴ・ケアリーが既に作曲に着手していたものの、エルガーが委嘱を受けたことを知り彼は手を引いている。
プロデューサーはバジル・ディーンとなる予定であったが、彼は徴兵されてフランスへ出兵していたため、レーナ・アッシュウェルが代役を務めることになった。エルガーはアッシュウェルの脚本を読み、また彼女とブラックウッドとの打ち合わせも順調だった。描かれた話はエルガー自身が『子供の魔法の杖』で表現したような、彼自身の幼少期の幻想世界を刺激する内容であり、エルガーの心をとらえた。初期構想では『子供の魔法の杖』を再利用する予定であり、彼は楽譜にこの楽曲から多くの素材を織り込んだ。精力的に取り組んだエルガーは、1か月強の期間で歌と付随音楽を300ページ分以上書き上げ、リハーサルに間に合わせた。12月6日には選出された2人の歌手、オーストラリア生まれのソプラノであるクライティ・ハインとバリトンのチャールズ・ジェームズ・モットがエルガーと共にリハーサルに臨んだ。
『スターライト・エクスプレス』はロンドンのキングズウェイ・シアターにおいて、アッシュウェルによる戦時中有数の上質の娯楽として上演された。上演はタイムズ紙でも告知され、劇場の小さいオーケストラピットがフル・オーケストラを収容できるように拡張されると報じられている。ピットは1915年12月29日に完成した。初演では作曲者自身が指揮棒を握ることになっていたが、数日前に交通事故に遭い震盪の症状に苦しんでいた夫人に自宅で付き添うことになったため、若きジュリアス・ハリソンが代役に抜擢された。上演は1916年1月29日に終了し、期間はわずか1か月にとどまった。
公演失敗の原因にはヘンリー・ウィルソン（アッシュウェルが選んだ人物で、制作物も彼女の承認を得たものだった）による不適切な登場人物と場面のデザイン、そしてパーンによる小説からの劇場的作品制作が難航したことが挙げられる。ブラックウッドとエルガーは共にデザインに懸念を表明しており、ブラックウッドは自らが有する権利を行使して新しいアーティストを据えることを検討していた。ブラックウッドは次のように不服を唱えた。「これでは私の簡素でかわいらしい演劇は台無しだ（中略）戯曲を読んだこともないような馬鹿げたむら気な人物によって、君の音楽に舞台美術の自惚れたゴミがあてられてしまった。」エルガーはこれに同意している。これは初日公演の延期を意図したものだったのだろう。初日を観劇して論評を出した批評家は、音楽及び一部の出演者を称賛する一方、話の中身のなさを指摘している。音楽は忘れ去られるべきようなものではなかった。エルガーがグラモフォン社と交渉し、曲は1916年2月18日にアグネス・ニコルズとチャールズ・モットの歌唱で録音された。その年の後になって、3つの「Organ Grinder's Songs」がジュリアス・ハリソンによるピアノ伴奏編曲の形でエルキン社より出版された。また、同年にはアルバート・ケテルビー編曲のピアノ組曲版がエルキン社より刊行されている。

## 楽器編成
独唱者2（ソプラノ、バリトン）
フルート2（第2奏者はピッコロ持ち替え）、オーボエ2、クラリネット2、ファゴット2、ホルン2、トランペット2、トロンボーン2、打楽器3、ハープ、オルガン、手回しオルガン、弦五部。

## 構成

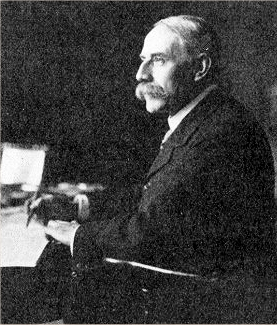
『スターライト・エクスプレス』を作曲した頃のエルガー。1912年。

エルガーは本作において、数々の引用を行っている。詳細は以下に示すとおりである。
- 『子供の魔法の杖』より
  - The Little Bells (Scherzino) – 全幕
  - Fairy Pipers – 全幕
  - Sun Dance – 間奏曲と第2幕の最後
  - Moths and Butterflies – 第2幕第3場への導入
  - March – 第3幕
- 『ミュージック・メイカーズ』より
  - 第2幕第2場最後のJane Anne's songの一部において
- クリスマス・キャロル『牧人ひつじを』
  - 第3幕の最後

### 登場人物
登場人物一覧
- お父さん（Daddy） （ジョン・ヘンリー・キャンデン "John Henry Campden" 作家）
- お母さん（Mother） （ジョンの妻、ヘンリエッタ "Henrietta"）
- ジェーン・アン（Jane Anne） （ジニー "Jinny" 長女、17歳）
- マンキー（Monkey） （末の娘、12歳）
- ジンボ（Jimbo） （息子、10歳）
- グラニー（Grannie） （ヘンリエッタのアイルランド人の母）
- いとこのヘンリー（Cousin Henry） （ヘンリー・ロジャーズ "Henry Rogers" お父さんのいとこ）
- マダム・ジュクィエール（Madame Jequier） （未亡人、ペンション・ウィスタリアの大家）
- オルガングラインダー （おそらく浮浪者でもある）
- 子どもたち （ストリート・アラブ） 幕前でオルガングラインダーに付いて回る
- ミス・ワグホーンと3人の退職した住み込み女家庭教師
- プレアデス （踊り子たち）
- スプライト: 浮浪者、点灯夫（英語版）、庭師、ゴミ収集者、煙突掃除夫（英語版）、ヘイスタックの女、可愛い風と笑う者

### 劇中歌

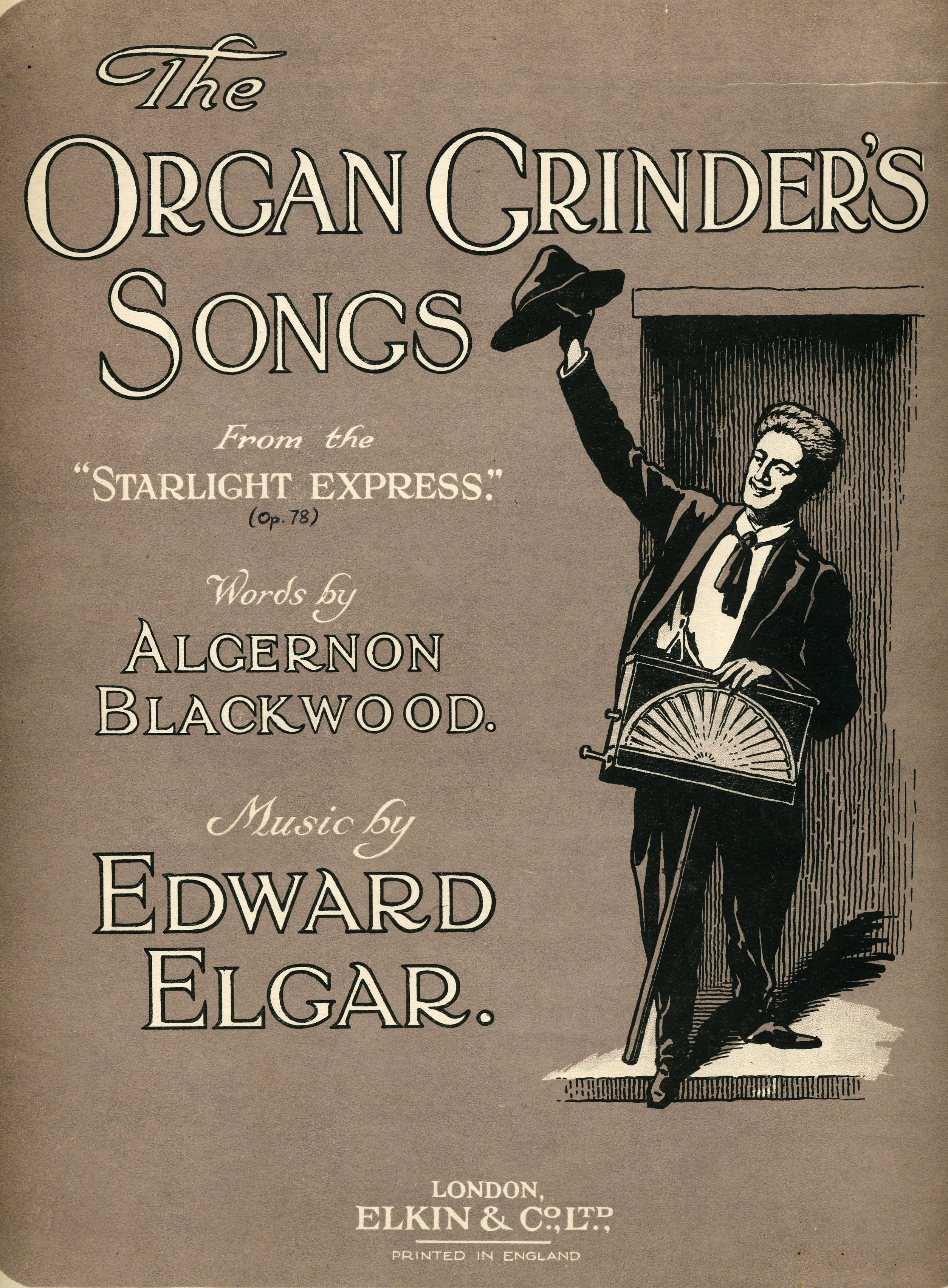
オルガングラインダーに扮したチャールズ・モット。「Organ Grinders Songs」の楽譜の表紙。

第1幕
1. オルガングラインダー（バリトン）: "To the Children" – "O children, open your arms to me,"
第2幕
2. オルガングラインダー: "The Blue-Eyes Fairy" – "There's a fairy that hides"
第2幕 第1場
3. オルガングラインダー: "Curfew Song" (Orion) – "The sun has gone"
4. 笑う者（ソプラノ）: "The Laugher's Song" – "I'm ev'rywhere"
5. オルガングラインダー: "Come Little Winds" – "Wake up you little night winds"
第2幕 第3場
6. 笑う者: "Tears and Laughter" – "Oh! stars shine brightly!"
7. ジェーン・アン（ソプラノ）: "Sunrise Song" (or "Dawn Song") – "We shall meet the morning spiders"
第3幕
8. オルガングラインダー: "My Old Tunes" – "My old tunes are rather broken"
第3幕 第1場
9. ジェーン・アン: – "Dandelions, daffodils"
第3幕 第2場
10. 笑う者: – "Laugh a little ev'ry day"
11. オルガングラインダー: "The Dawn" – "They're all soft-shiny now"
12. ジェーン・アン: – "Oh, think Beauty"
第3幕 フィナーレ
13. ジェーン・アンといとこのヘンリー、二重唱: "Hearts must be soft-shiny dressed" – "Dustman, Laugher, Tramp and busy Sweep"

### あらすじ

#### 第1幕
序曲の後、オルガングラインダーが現れて下りたままの幕の前で「To the Children」を歌う。この歌には『子供の魔法の杖』から「The Little Bells」が引用されている。曲は、幕が開き最初の場面が始まる間も続く。

##### 第1場
幕が上がり、スイスの山間のペンションに住む一家が登場する。まず、音楽なしで起こっている問題が説明される。父（売れない作家）と母（家庭の問題を抱える）、ペンションの大家と家賃を滞納する賃借人たち、長い間行方不明の兄弟をいつも探し続けているミス・ワグホーン、そしていとこのヘンリーがいる。子どもたちは星座とともに紹介される。ジェーン・アンはプレアデス星団、ジンボは北極星、マンキーはおおぐま座とこぐま座、いとこのヘンリーはオリオン座である。子どもたちは「心混した」大人たちには星屑の「あわれみ」が必要であると考える。
第1幕では付随音楽が奏でられるものの歌はなく、場面は1つだけである。

#### 第2幕
幕が上がる前に短い前奏曲が奏される。また、オルガングラインダーがワルツ調の「The Blue-Eyes Fairy」を歌う。
この場面は幕間の「In the Forest」で閉められる。

##### 第1場
第1場 – その1
幕間音楽の間に幕が開く。いとこのヘンリー、マンキーとジンボは松の森の端にある星の洞窟の外にいる。洞窟は狭すぎて入っていくことができない。彼らは眠りに落ちる。スプライトが現れ夜の帳が下りる。オルガングラインダーが「Curfew Song」を歌い、スプライトは姿を隠す。幕が下りる間、プレアデスの踊りが踊られる。
第1場 - その2
幕が上がる。時間は真夜中。子どもたちが目覚める。導入の音楽はヴァイオリンとハープの二重奏で奏でられ、『子供の魔法の杖』から「Little Bells」が聞かれる。スプライトたちがスターライト・エクスプレスから降りてくる。彼らはオルガングラインダー、悩みを拭き去る煙突掃除夫、星屑のあわれみを持つゴミ収集者、希望（そして星々）に火を灯す点灯夫、物事を育てる庭師の長、直感的な純真さを持つ浮浪者、そして悩みを楽しみに歌いかえる「笑う者」である。ヘイスタックの女は彼ら全員の生みの母であり、風と共にある。
間奏曲として『子供の魔法の杖』から「Sun Dance」と「Moths and Butterflies」が演奏される。

##### 第2場
前奏曲
前奏曲には『子供の魔法の杖』より「Fairy Pipers」が引用される。スプライトたちは洞窟に入っていき、眠っている村人たちに星屑を降り注がせる。煙突掃除夫は兄弟を探すのを中断して休んでいる老いたミス・ワグホーンに、最も良質の星屑を撒きかける。点灯夫は「世界中で消えかかっている炎」の手入れをするため退場する。

##### 第3場
幕が上がる間の導入曲には『子供の魔法の杖』から「Moths and Butterflies」が引用されている。場面の終わりに幕が下りる。

#### 第3幕
『子供の魔法の杖』から「March」を引用する短い前奏曲の後、オルガングラインダーが「My Old Tunes」を歌う。

##### 第1場
幕が開き、ジェーン・アンが登場する。
ワルツ「Blue-Eyes Fairy」に続き「Dance of the Pleiades」が幕間曲として奏でられる中、幕が下ろされる。

##### 第2場
最後の場面は松の森、星の洞窟の前である。
いとこのヘンリーが密かにペンションの家賃を全額納め、マダム・ジュクィエールは喜ぶ。父が現れ、「星明り」の音楽を通して語る。
付随音楽には『子供の魔法の杖』から「Dance of the Pleides」と「Fairy Pipers」が引用される。

#### フィナーレ
星の洞窟から石が転がり出る。場面はスプライトたち、人間たちの登場で明るくなる。ミス・ワグホーンの幽霊が「光を身にまとって」現れる。
クリスマスキャロル『牧人ひつじを』の旋律が音楽に合わさっていく中、ベツレヘムの星が昇っていく。